# Hipofiza
Hipofiza ali možganski privesek (glandula pituitaria, hypophysis) je endokrina žleza (žleza z notranjim izločanjem), nameščena na predelu lobanje v turškem sedlu, ki je zadolžena za uravnavanje delovanja mnogih drugih, njej podrejenih endokrinih žlez (med drugim ščitnice, skorje nadledvične žleze in spolnih žlez). Funkcionalno hipofizo sestavljata adenohipofiza ali prednji reženj (žlezni del hipofize) in nevrohipofiza ali zadnji reženj (živčni del hipofize). Hipofiza se preko tako imenovanega hipofiznega peclja ali infundibuluma povezuje s hipotalamusom.

## Funkcionalna delitev
Funkcionalno se hipofizo obravnava kot enoto, sestavljeno iz dveh različnih delov, ki se med seboj razlikujeta tako po funkciji kot tudi njunem razvoju. Prednji reženj ali anteriorni del hipofize se imenuje adenohipofiza in je sestavljena iz pravega žleznega tkiva, v njenih celicah pa nastajajo različni hormoni. Zadnji reženj ali posteriorni del hipofize je nevrohipofiza, kjer hormoni ne nastajajo, sam predel pa je namenjen shranjevanju in sproščanju hormonov, nastalih v hipotalamusu.

### Nevrohipofiza
Posteriorni del hipofize, nevrohipofiza, je sestavljena iz številnih nevroglija ali glia celic, kapilar in aksonov nevronov hipotalamusa. Na predelu nevrohipofize ne nastajajo hormoni, sam zadajšnji reženj pa predstavlja zalogo in mesto sproščanja hormonov, izvirajočih iz hipotalamusa, ki v nevrohipofizo pridejo s tako imenovano nevrosekrecijo. Po potrebi se nato sproščajo v krvožilje, preko katerega potujejo do tarčnih celic.
Med hormone, ki nastajajo v hipotalamusu, in se nato z nevrosekrecijo izločajo v nevrohipofizo, spadata oksitocin in vazopresin (antidiuretični hormon ali krajše ADH). Oksitocin je hormon, ki povzroča skrčenje gladke mišičnine, kar je še posebej pomembno pri porodu, ko oksitocin vzpodbudi močnejše kontrakcije maternice. Sodeluje tudi med dojenjem pri stiskanju mleka iz mlečnih žlez v dojkah. Vazopresin (antidiuretični hormon) vpliva na večanje prepustnosti zbiralc nefronov, ki zaradi tega reabsorbirajo večje količine vode, urina (seča) pa je posledično manj in je bolj koncentriran. Hormon vpliva tudi na dvig krvnega tlaka. Antidiuretični hormon je ključen za homestazo telesnih tekočin.

### Adenohipofiza
Anteriorni del hipofize, adenohipofizo, sestavljajo prave žlezne celice, ki so dobro ožiljene s kapilarami, in v katerih nastajajo različni tipi hormonov. Na delovanje adenohipofize vplivajo različni hormoni hipotalamusa; liberini (sproščajoči hormoni) vzpodbujajo izločanje adenohipofiznih hormonov, medtem ko sekrecijo zavirajo statini (sproščanje zavirajoči hormoni). Do hipofiznih celic liberini in statini prehajajo preko obtočil (hipotalamusno hipofizni portalni obtok).
Med adenohipofiznimi hormoni ločimo efektorske hormone, ki učinkujejo neposredno na tarčne organe in ne na druge žleze. Takšen hormon je rastni hormon ali somatotropin (GH, iz growth hormone), ki vzpodbuja rast z vplivom na presnovo različnih biomolekul (ogljikovih hidratov in beljakovin). Efektorski hormon je tudi prolaktin ali laktogeni hormon (PRL), ki inducira celično delitev in v obdobju pozne nosečnosti ter dojenja tudi izločanje mleka iz mlečnih žlez.
Drugi adenohipofizni hormoni so zadolženi za uravnavanje delovanja podrejenih endokrinih žlez (njihove rasti in proizvodnje ter sekrecije hormonov). Ločimo gonadotropine, ki vplivajo na spolne žleze (gonade), in hormone, ki nadzirajo delovanje nadledvičnih žlez in ščitnice. Med gonadotropine spadata folikle stimulirajoči hormon (FSH ali folitropin), ki v ženskem jajčniku stimulira zorenje foliklov in v moških modih vzpodbuja spermatogenezo (razvoj semenčic), in luteinizirajoči hormon (LH ali lutropin), ki pri ženskah inducira ovulacijo ter vzpodbuja izločanje testosterona pri moških.
Med hormone, ki nadzirajo žleze brez spolnih žlez, spadata ščitnico spodbujajoči hormon (tiroideo stimulirajoči hormon, tirotropin ali TSH), ki vzpodbuja sekrecijo ščitničnih hormonov, in adrenokortikotropni hormon (kortikotropin ali ACTH), ki deluje na skorjo nadledvične žleze in tamkajšnje hormone (na primer kortizol).

## Anatomska delitev
Anatomsko hipofizo delimo na tri različne režnje, ki jih prepoznavamo po mestu in tipu celic, nameščenih v posamičnem predelu. Distalni del hipofize (pars distalis ali pars anterior), ki je funkcionalno glavnina adenohipofize, sestavljajo kromofilne in kromofobne celice. Dalje lahko kromofilne celice klasificiramo kot acidofilne (izločajo rastni hormon in prolaktin) in bazofilne (izločajo tiroideo stimulirajoči hormon, luteinizirajoči hormon, folikle stimulirajoči hormon in adrenokortikotropni hormon). Kromofobne celice so v bistvu kromofilne celice, ki še niso diferencirane ali so neaktivne in so pri opazovanju s svetlobnim mikroskopom slabo obarvane.
Intermediarni del hipofize (pars intermedia) predstavlja ožji predel adenohipofize, ki leži tik ob nevrohipofizi. V glavnem ga sestavljajo ciste, napolnjene s koloidi in obdane s kubičnim epitelom. Živčni del hipofize (pars nervosa) pripada funkcionalni enoti nevrohipofizi, gradijo ga predvsem aksoni (nevriti). Velik delež predstavljajo tudi pomožne celice živčnega sistema, nevroglija ali glia celice.

## Bolezenska stanja
Hipofizo in njeno delovanje je mogoče nadzirati s pomočjo računalniške tomografije in magnetne resonance, ki omogočata opazovanje oblike in morebitnega povečanja. Hipofizne hormone in njihovo sekrecijo se navadno preverja z različnimi krvnimi testi, ki zaznavajo prisotnost ali odsotnost hipofiznih hormonov v krvi.

### Nevrohipofizna
Ob težavah z izločanjem hormonov iz nevrohipofize lahko pride do insipidusnega diabetesa (diabetes insipidus). Zaradi pomanjkanja vazopresina se reabsorbira premalo vode, kar vodi v velike količine zelo razredčenega urina, ki lahko dosega dnevne vrednosti od 15 do 30 litrov. Pri pretirani sekreciji nevrohipofiznih hormonov se poveča reabsorpcija vode v zbiralcih (zaradi pretirane količine ADH), kar vodi v zvečano prostornino krvi in povišan krvni tlak.

### Adenohipofizna
Pomanjkanje adenohipofiznih hormonov ima velik vpliv na delovanje podrejenih endokrinih žlez. Nezadostno izločanje TSH vodi v zmanjšano sekrecijo ščitničnih hormonov, kar sproži bolezensko stanje, ki ga imenujemo hipotiroidizem. Zmanjšana sekrecija ACTH povzroča stanje, ki se imenuje Addisonova bolezen ali adrenokortikalna insuficienca. Hude posledice lahko nastanejo zaradi pomanjkanja gonadotropinov, ki se pri ženskah izražajo kot odsotnost ovulacije in pri moških kot izguba potence, libida ter krčenje mod. Pomanjkanje rastnega hormona v otroštvu vodi v hipofizno pritlikavost ali nanosomijo.
Bolezenska stanja  se lahko pojavijo tudi zaradi pretiranega delovanja adenohipofize in podrejenih žlez. Pogosto na zvišano aktivnost hipofize vplivajo različni adenomi (benigni tumorji žleznih tkiv). Kadar pride do pretirane sekrecije rastnega hormona, ločimo gigantizem (pretirana rast zaradi zvečanega izločanja rastnega hormona v obdobju normalne rasti) in akromegalijo (rast štrlečih, distalnih delov telesa, kot so denimo nos in prsti, v obdobju po končani normalni rasti).